# Curb
Curb je debutové studiové album kanadské rockové hudební skupiny Nickelback. Bylo nahráno v Turtle Recording Studios, v kanadském městě Richmond s producentem Larrym Anschellem, a původně vyšlo pouze prostřednictvím kanadské nadace FACTOR v roce 1996. O rok později bylo v Kanadě znovu vydáno společností Shoreline Records a celosvětově 25. června 2002 poté, co kapela podepsala smlouvu s vydavatelstvím Roadrunner Records.
Po vydání extended playe Hesher na začátku roku 1996 nahrála skupina v září téhož roku své debutové plnohodnotné album. Spousta materiálu pochází z roku 1993, kdy byla napsána většina textu zpěvákem a kytaristou Chadem Kroegerem, přestože autorství skladeb je připisováno všem členům skupiny.
Při celosvětovém vydání alba v roce 2002 se Curb dostalo na 182. místo v americkém žebříčku Billboard 200 a na 185. místo v britské hitparádě UK Albums Chart. Zároveň deska získala zlaté ocenění v Kanadě a stříbrné ve Spojeném království.

## Seznam skladeb
Hudbu složil(i) Nickelback, není-li uvedeno jinak, texty napsal(i) Chad Kroeger.
| Pořadí         | Název          | Hudba                 | Délka |
| -------------- | -------------- | --------------------- | ----- |
| 1.             | Little Friend  |                       | 3:48  |
| 2.             | Pusher         |                       | 4:00  |
| 3.             | Detangler      |                       | 3:41  |
| 4.             | Curb           |                       | 4:51  |
| 5.             | Where?         | Nickelback, Jeff Boyd | 4:27  |
| 6.             | Falls Back On  |                       | 2:57  |
| 7.             | Sea Groove     |                       | 3:58  |
| 8.             | Fly            | Nickelback, Boyd      | 2:53  |
| 9.             | Just Four      |                       | 3:54  |
| 10.            | Left           | Nickelback, Boyd      | 4:03  |
| 11.            | Window Shopper | Nickelback, Boyd      | 3:42  |
| 12.            | I Don't Have   |                       | 4:07  |
| Celková délka: | Celková délka: | Celková délka:        | 46:21 |

## Obsazení
- Chad Kroeger – zpěv, kytara
- Ryan Peake – kytara, doprovodný zpěv
- Mike Kroeger – basová kytara
- Brandon Kroeger – bicí